# Eurojackpot

Résztvevő országok

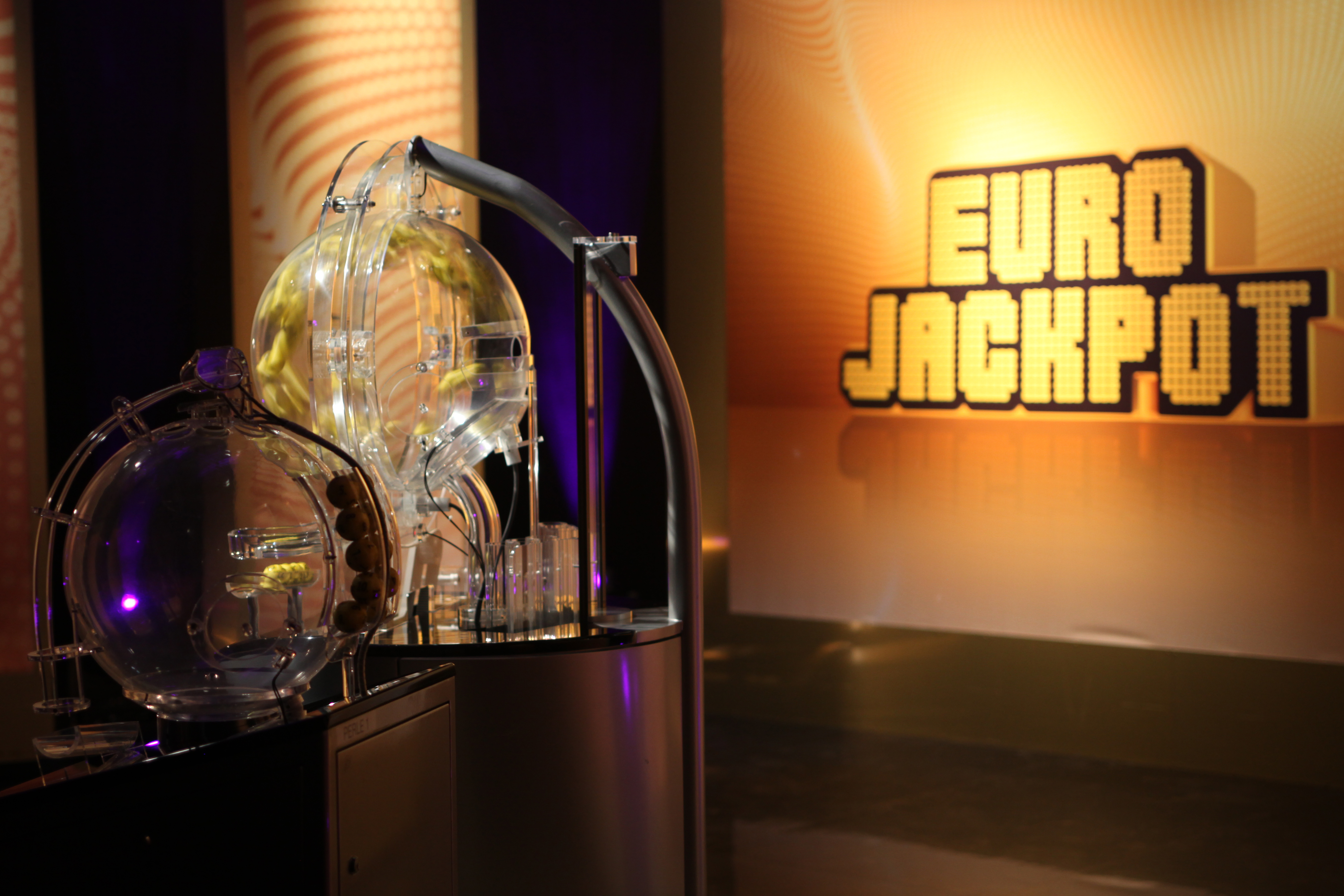
A sorsolás helyszíne

Az Eurojackpot egy 2012 márciusában indított, transznacionális európai lottó. 2024. márciustól a lottón részt vevő országok: Horvátország, Csehország, Dánia, Észtország, Finnország, Németország, Magyarország, Izland, Olaszország, Lettország, Litvánia, Hollandia, Norvégia, Szlovákia, Szlovénia, Spanyolország, Svédország, Lengyelország és Görögország. Az összes részt vevő állam lakossága több mint 300 millió embert foglal magában. 
A játékon két mezőn kell számokat megjelölni. Az „A” jelzésűn ötvenből ötöt, a „B” mezőn kettőt. Utóbbi mérete kétszer változott a lottó indulása óta: 2014 októberében, Magyarország és Csehország csatlakozásakor nyolcról tízre, 2022 márciusától tizenkettőre növelték. 
A jackpot 10 000 000 €-tól kezdődik, és akár 90 000 000 euróig terjedhet (a maximálisan megnyerhető összeg 2022. március 25-től 120 000 000 €-ra nőtt). Az Eurojackpot ára játékonként 2 euró.
A jackpot nyerési esélye 1: 139 838 160. 
A sorsolás minden kedden és pénteken, helyi idő szerint 21:00 órakor kerül megrendezésre Helsinkiben. A nyertes szelvények értékének megállapítása Németországban és Dániában történik. Magyarországon az euróalapú nyereményeket a személyi jövedelemadó levonása nélkül hirdetik ki, a kisebb nyerőosztályok (III-XII., azaz 5+0 és kevesebb találat) esetén a kifizetés nettó forintban történik, természetesen a megállapított összegeket nettó forintra kerekítve.

## Külső hivatkozások
- Az Eurojackpot leírása a Szerencsejáték Zrt. honlapján
- Az aktuális sorsolás nyerőszámai és nyeremények